# Jay Williams (Basketballspieler)
Jason David Williams (* 10. September 1981 in Plainfield, New Jersey) ist ein ehemaliger US-amerikanischer Basketballspieler, der von 2002 bis 2003 bei den Chicago Bulls in der NBA spielte. Er galt als ein hoffnungsvolles Talent, seine Karriere wurde jedoch nach nur einem Jahr durch einen schweren Motorrad-Unfall beendet.

## Karriere

### College
Williams wechselte 2002 nach seiner Junior-Saison von der renommierten Duke University, wo er im Jahr zuvor unter der Leitung von Trainer Mike Krzyzewski und zusammen mit Mike Dunleavy Jr., Carlos Boozer und Shane Battier die NCAA Division I Basketball Championship gewonnen hatte, in die NBA. Bis dato galt Williams als bester College-Spieler des Landes und erhielt mit der Ernennung zum Naismith College Player of the Year sowie dem Gewinn der Oscar Robertson Thropy und dem John R. Wooden Award die wichtigsten Auszeichnungen für College-Spieler. Die Universität zog seine Trikotnummer 22 zurück und vergibt diese seitdem nicht mehr. Auch schulisch machte Williams auf sich aufmerksam und schloss das College bereits nach drei statt der üblichen vier Jahre ab.

### NBA
Im NBA-Draft 2002 wurde er nach Yao Ming an zweiter Stelle von den in den vorangegangenen Jahren erfolglosen Chicago Bulls ausgewählt. Bevor er mit den Bulls in die Saison startete, wurde Williams Mitglied der US-Auswahl bei der Basketball-Weltmeisterschaft 2002 im heimischen Land. Die Amerikaner enttäuschten jedoch und landeten nur auf dem 6. Platz.
Da mit Jason Williams bereits ein Spieler gleichen Namens in der Liga aktiv war, ließ Williams sich nach seinem Wechsel in die NBA „Jay Williams“ nennen. Er konnte die Erwartungen im ersten Jahr nicht erfüllen, spielte unkonstant und kam überwiegend von der Ersatzbank für Jamal Crawford. Einer der wenigen Lichtblicke war ein Triple-Double gegen die New Jersey Nets. Dennoch wurde er am Ende der Spielzeit in das NBA All-Rookie Second Team berufen.

### Unfall
In der Off-Season 2003 verunglückte Williams bei einem Motorrad-Unfall schwer. Er trug keinen Helm und besaß auch keine Erlaubnis mit einem Motorrad in Illinois fahren zu dürfen. Des Weiteren verstieß Williams gegen seinen Vertrag mit den Bulls, der ihm verbot ein Motorrad zu fahren. Beim Unfall wurde ein Hauptnerv am Bein durchtrennt, ebenso brach sich Williams das Becken und riss sich drei Bänder im linken Knie. Eine lange Physiotherapie war nötig, um die vollständige Funktion seines Beins wiederherzustellen. Die Bulls reagierten auf den Ausfall und verpflichteten im NBA-Draft 2003 mit Kirk Hinrich einen Ersatz.
Nachdem es als sicher galt, dass Williams nicht mehr zu den Bulls zurückkehren würde, wurde sein Vertrag aufgelöst. Williams hatte keinen Anspruch auf eine Abfindung von den Bulls, da er sich seine Verletzungen beim Verstoß gegen Vertragsbedingungen zugezogen hatte. Dennoch zahlten die Bulls ihm 3 Millionen US-Dollar, womit Williams seine Therapie bezahlen wollte. Williams arbeitete weiter an einer Rückkehr in die NBA. Während seiner Rehabilitation arbeitete Williams als College- und High-School-Kommentator für ESPN.

### Comeback-Versuche
Im Sommer 2006 erhielt Williams einen nicht garantierten Vertrag bei seinem Heimatklub, den New Jersey Nets. Kurz vor dem Saisonstart wurde der Vertrag jedoch aufgelöst. Nach einem kurzen Intermezzo in der NBA D-League bei den Austin Toros im Herbst 2006 versuchte Williams in der Vorbereitung zur Saison 2010/11, bei einem Probetraining bei den Miami Heat, wieder Fuß in der NBA zu fassen. Dies gelang ihm jedoch nicht. Heute arbeitet Williams als College-Experte weiterhin für ESPN sowie als Motivationstrainer.